# Як я обговорював... (моє сексуальне життя)
«Як я обговорював… (моє сексуальне життя)» (фр. Comment je me suis disputé... (ma vie sexuelle)) — французька комедійна мелодрама 1996 року, поставлена режисером Арно Деплешеном. Прем'єра фільму відбулася на 49-у Каннському кінофестивалі 1996 року, де він брав участь в основній конкурсній програмі.
У 2015 році Арно Деплешен поставив приквел фільму під назвою «Три спогади моєї юності».

## Сюжет
Поль Дедалю (Матьє Амальрік) — викладач університетської кафедри в передмісті Парижа, який мріє стати письменником, але вже п'ять років не може дописати дисертацію. Він живе своїм особливим життям, що вирує: постійно закохується, потім розчаровується, трохи божеволіє, лікується, а потім впадає в глибоку депресію. Він намагається постійно працювати над собою і змінитися на краще. І намагається зрозуміти сенс життя. Правда, це у нього виходить не завжди…

## У ролях
| Матьє Амальрік      | ···· | Поль Дедалю    |
| Еммануель Дево      | ···· | Естер          |
| Еммануель Салінжер  | ···· | Натан          |
| Маріанна Денікур    | ···· | Сільвія        |
| Тібо де Монталембер | ···· | Боб            |
| К'яра Мастроянні    | ···· | Патриція       |
| Дені Подалідес      | ···· | Жан-Жак        |
| Жанна Балібар       | ···· | Валері         |
| Фабріс Деплешен     | ···· | Іван Дедалю    |
| Мішель Вюєрмоз      | ···· | Фредерік Раб'є |
| Маріон Котіяр       | ···· | студентка      |

## Визнання
| Нагороди та номінації фільму «Як я обговорював… (моє сексуальне життя)» | Нагороди та номінації фільму «Як я обговорював… (моє сексуальне життя)» | Нагороди та номінації фільму «Як я обговорював… (моє сексуальне життя)» | Нагороди та номінації фільму «Як я обговорював… (моє сексуальне життя)» | Нагороди та номінації фільму «Як я обговорював… (моє сексуальне життя)» | Нагороди та номінації фільму «Як я обговорював… (моє сексуальне життя)» |
| Рік                                                                     | Кінофестиваль/кінопремія                                                | Категорія/нагорода                                                      | Номінант                                                                | Результат                                                               |                                                                         |
| ----------------------------------------------------------------------- | ----------------------------------------------------------------------- | ----------------------------------------------------------------------- | ----------------------------------------------------------------------- | ----------------------------------------------------------------------- | ----------------------------------------------------------------------- |
| 1996                                                                    | Каннський міжнародний кінофестиваль                                     | Золота пальмова гілка                                                   | Як я обговорював… (моє сексуальне життя)                                | Номінація                                                               |                                                                         |
| 1997                                                                    | Премія «Сезар»                                                          | Найперспективніший актор                                                | Матьє Амальрік                                                          | Перемога                                                                |                                                                         |
| 1997                                                                    | Премія «Сезар»                                                          | Найперспективніша акторка                                               | Жанна Балібар                                                           | Номінація                                                               |                                                                         |
| 1997                                                                    | Премія «Сезар»                                                          | Найперспективніша акторка                                               | Еммануель Дево                                                          | Номінація                                                               |                                                                         |